# Kabinett Stichling
Das Kabinett Stichling (Staatsministerium) bildete von 1882 bis Januar 1890 die von Großherzog Carl Alexander eingesetzte Landesregierung des Großherzogtums Sachsen-Weimar-Eisenach. 
| Amt                                                                         | Name                        |
| Vorsitzender Großherzogliches Haus Justiz Kirchen- und Schulangelegenheiten | Gottfried Theodor Stichling |
| Auswärtige Angelegenheiten Inneres                                          | Rudolf Gabriel von Gross    |
| Finanzen                                                                    | Hermann Vollert             |